# Либањ
Либањ (чеш. Libáň) град је у Чешкој Републици. Град се налази у управној јединици Краловехрадечки крај, у оквиру којег припада округу Јичин.

## Становништво
Према подацима о броју становника из 2014. године град је имао 1.714 становника.